# ФАБ-9000
ФАБ-9000 - авиационная бомба советского производства. ФАБ-9000 — это фугасная авиационная бомба, вес которой составляет 9000 килограммов. Она является одной из самых массивных бомб в арсенале советских военно-воздушных сил и воздушно-космических сил России.
Она была разработана в начале 1950-х годов и дополнительно модифицирована позже в течение десятилетия. Она производилась в Советском Союзе и Ираке, где получила обозначение NASR-9000.
В современное время, ФАБ-9000 способен поднять лишь Ту-95МС или же Ту-160.